# Vstupní draft NHL 2014
Vstupní draft NHL 2014 byl 52. vstupním draftem v historii NHL. Konal se od 27. června do 28. června 2014 ve Wells Fargo Center ve Filadelfii, v Pensylvánie, ve Spojených státech amerických (v domácí aréně Philadelphie Flyers). Filadelfie hostila vstupní draft vůbec poprvé. Nejlepšími třemi draftovanými hráči byli Kanaďané Aaron Ekblad a Sam Reinhart a Němec Leon Draisaitl.

## Největší naděje
Zdroj: Centrální úřad skautingu NHL (NHL Central Scouting Bureau) konečné pořadí (8. dubna 2014).
| Pořadí | Severoameričtí hráči v poli | Evropští hráči v poli   |
| ------ | --------------------------- | ----------------------- |
| 1.     | Sam Bennett (C)             | Kasperi Kapanen (C)     |
| 2.     | Aaron Ekblad (O)            | William Nylander (C/PK) |
| 3.     | Sam Reinhart (C)            | Kevin Fiala (LK)        |
| 4.     | Leon Draisaitl (C)          | Jakub Vrána (LK/PK)     |
| 5.     | Michael Dal Colle (C/LK)    | David Pastrňák (PK)     |
| 6.     | Jake Virtanen (PK)          | Adrian Kempe (LK)       |
| 7.     | Nick Ritchie (LK)           | Marcus Pettersson (O)   |
| 8.     | Brendan Perlini (LK)        | Ondřej Kaše (PK)        |
| 9.     | Haydn Fleury (O)            | Sebastian Aho (O)       |
| 10.    | Jared McCann (C)            | Dominik Mašín (O)       |

| Pořadí | Severoameričtí brankáři | Evropští brankáři |
| ------ | ----------------------- | ----------------- |
| 1.     | Thatcher Demko          | Ville Husso       |
| 2.     | Mason McDonald          | Jonas Johansson   |
| 3.     | Brent Moran             | Linus Söderström  |

## Výběry v jednotlivých kolech
Výběr kol draftu:
- 1. kolo
- 2. kolo
- 3. kolo
- 4. kolo
- 5. kolo
- 6. kolo
- 7. kolo

Legenda (hráčova pozice)

C Centr (Střední útočník)   LK Levé křídlo   PK Pravé křídlo   O Obránce   B Brankář   Ú Útočník

### 1. kolo
| Výběr # | Hráč                     | Národnost | Tým NHL                                           | Z týmu                            |
| ------- | ------------------------ | --------- | ------------------------------------------------- | --------------------------------- |
| 1.      | Aaron Ekblad (O)         | Kanada    | Florida Panthers                                  | Barrie Colts (OHL)                |
| 2.      | Sam Reinhart (C)         | Kanada    | Buffalo Sabres                                    | Kootenay Ice (WHL)                |
| 3.      | Leon Draisaitl (C)       | Německo   | Edmonton Oilers                                   | Prince Albert Raiders (WHL)       |
| 4.      | Sam Bennett (C)          | Kanada    | Calgary Flames                                    | Kingston Frontenacs (OHL)         |
| 5.      | Michael Dal Colle (C/LK) | Kanada    | New York Islanders                                | Oshawa Generals (OHL)             |
| 6.      | Jake Virtanen (PK)       | Kanada    | Vancouver Canucks                                 | Calgary Hitmen (WHL)              |
| 7.      | Haydn Fleury (O)         | Kanada    | Carolina Hurricanes                               | Red Deer Rebels (WHL)             |
| 8.      | William Nylander (C/LK)  | Švédsko   | Toronto Maple Leafs                               | MODO Hockey (SHL)                 |
| 9.      | Nikolaj Ehlers (LK)      | Dánsko    | Winnipeg Jets                                     | Halifax Mooseheads (QMJHL)        |
| 10.     | Nick Ritchie (LK)        | Kanada    | Anaheim Ducks (od Ottawy)                         | Peterborough Petes (OHL)          |
| 11.     | Kevin Fiala (C/PK)       | Švýcarsko | Nashville Predators                               | HV71 (SHL)                        |
| 12.     | Brendan Perlini (LK)     | Kanada    | Arizona Coyotes                                   | Niagara IceDogs (OHL)             |
| 13.     | Jakub Vrána (LK/PK)      | Česko     | Washington Capitals                               | Linköpings HC (SHL)               |
| 14.     | Julius Honka (O)         | Finsko    | Dallas Stars                                      | Swift Current Broncos (WHL)       |
| 15.     | Dylan Larkin (C)         | USA       | Detroit Red Wings                                 | NTDP (USHL)                       |
| 16.     | Sonny Milano (LK)        | USA       | Columbus Blue Jackets                             | NTDP (USHL)                       |
| 17.     | Travis Sanheim (O)       | Kanada    | Philadelphia Flyers                               | Calgary Hitmen (WHL)              |
| 18.     | Alex Tuch (PK)           | USA       | Minnesota Wild                                    | NTDP (USHL)                       |
| 19.     | Anthony DeAngelo (O)     | USA       | Tampa Bay Lightning                               | Sarnia Sting (OHL)                |
| 20.     | Nick Schmaltz (C)        | USA       | Chicago Blackhawks (od San Jose)                  | Green Bay Gamblers (USHL)         |
| 21.     | Robby Fabbri (C)         | Kanada    | St. Louis Blues                                   | Guelph Storm (OHL)                |
| 22.     | Kasperi Kapanen (C)      | Finsko    | Pittsburgh Penguins                               | KalPa (SM-liiga)                  |
| 23.     | Conner Bleackley (C)     | Kanada    | Colorado Avalanche                                | Red Deer Rebels (WHL)             |
| 24.     | Jared McCann (C)         | Kanada    | Vancouver Canucks (od Anaheimu)                   | Sault Ste. Marie Greyhounds (OHL) |
| 25.     | David Pastrňák (PK)      | Česko     | Boston Bruins                                     | Södertälje SK (švédská 2. liga)   |
| 26.     | Nikita Ščerbak (LK)      | Rusko     | Montreal Canadiens                                | Saskatoon Blades (WHL)            |
| 27.     | Nikolaj Goldobin (LK)    | Rusko     | San Jose Sharks (od Chicaga)                      | Sarnia Sting (OHL)                |
| 28.     | Joshua Ho-Sang (C)       | Kanada    | New York Islanders (od NY Rangers přes Tampu Bay) | Windsor Spitfires (OHL)           |
| 29.     | Adrian Kempe             | Švédsko   | Los Angeles Kings                                 | MODO Hockey (SHL)                 |
| 30.     | John Quenneville (C)     | Kanada    | New Jersey Devils                                 | Brandon Wheat Kings (WHL)         |

### 2. kolo
| Výběr # | Hráč                      | Národnost | Tým NHL                                                     | Z týmu                                |
| ------- | ------------------------- | --------- | ----------------------------------------------------------- | ------------------------------------- |
| 31.     | Brendan Lemieux (LK)      | Kanada    | Buffalo Sabres                                              | Barrie Colts (OHL)                    |
| 32.     | Jayce Hawryluk (PK)       | Kanada    | Florida Panthers                                            | Brandon Wheat Kings (WHL)             |
| 33.     | Ivan Babašev (C)          | Rusko     | St. Louis Blues (od Edmontonu)                              | Moncton Wildcats (QMJHL)              |
| 34.     | Mason McDonald (B)        | Kanada    | Calgary Flames                                              | Charlottetown Islanders (QMJHL)       |
| 35.     | Dominik Mašín (O)         | Česko     | Tampa Bay Lightning (od New York Islanders)                 | Slavia Praha (ELH)                    |
| 36.     | Thatcher Demko (B)        | USA       | Vancouver Canucks                                           | Boston College Eagles (NCAA D1)       |
| 37.     | Alexander Nedeljkovic (B) | USA       | Carolina Hurricanes                                         | Plymouth Whalers (OHL)                |
| 38.     | Marcus Pettersson (O)     | Švédsko   | Anaheim Ducks (od Toronta)                                  | Skelleftea AIK U20 (J20 SuperElit)    |
| 39.     | Vítek Vaněček (B)         | Česko     | Washington Capitals (od Winnipegu přes Minnesotu a Buffala) | Bílí Tygři Liberec U20 (NOEN)         |
| 40.     | Andreas Englund (O)       | Švédsko   | Ottawa Senators                                             | Djurgårdens IF Hockey (J20 SuperElit) |
| 41.     | Joshua Jacobs (O)         | USA       | New Jersey Devils                                           | Indiana Ice (USHL)                    |
| 42.     | Vladislav Kamenev (LK)    | Rusko     | Nashville Predators                                         | Stalnje Lisy (MHL)                    |
| 43.     | Ryan MacInnis (C)         | USA       | Arizona Coyotes                                             | Kitchener Rangers (OHL)               |
| 44.     | Eric Cornel (C)           | Kanada    | Buffalo Sabres (od Washingtonu)                             | Peterborough Petes (OHL)              |
| 45.     | Brett Pollock (LK)        | Kanada    | Dallas Stars                                                | Edmonton Oil Kings (WHL)              |
| 46.     | Julius Bergman (LK)       | Švédsko   | San Jose Sharks (od Detroitu přes Nashville)                | Frölunda Indians U20 (J20 SuperElit)  |
| 47.     | Ryan Collins (O)          | USA       | Columbus Blue Jackets                                       | NTDP (USHL)                           |
| 48.     | Nicolas Aube-Kubel (PK)   | Kanada    | Philadelphia Flyers                                         | Val-d'Or Foreurs (QMJHL)              |
| 49.     | Václav Karabáček (PK)     | Česko     | Buffalo Sabres (od Minnesoty)                               | Gatineau Olympiques (QMJHL)           |
| 50.     | Roland McKeown (O)        | Kanada    | Los Angeles Kings (od Tampy Bay přes Vancouver)             | Kingston Frontenacs (OHL)             |
| 51.     | Jack Dougherty            | USA       | Nashville Predators (od San Jose)                           | NTDP (USHL)                           |
| 52.     | Maxim Letunov (C)         | Rusko     | St. Louis Blues                                             | Youngstown Phantoms (USHL)            |
| 53.     | Noah Rod (PK)             | Švýcarsko | San Jose Sharks (od Pittsburghu)                            | HC Servette Ženeva U20 (CH-U20)       |
| 54.     | Hunter Smith (PK)         | Kanada    | Calgary Flames (od Colorada)                                | Oshawa Generals (OHL)                 |
| 55.     | Brandon Montour (O)       | Kanada    | Anaheim Ducks                                               | Waterloo Black Hawks (USHL)           |
| 56.     | Ryan Donato (C)           | USA       | Boston Bruins                                               | Dexter Varsity (NEPSAC)               |
| 57.     | Johnathan MacLeod (O)     | USA       | Tampa Bay Lightning (od Montrealu přes NY Islanders)        | NTDP (USHL)                           |
| 58.     | Christian Dvorak (LK)     | USA       | Arizona Coyotes (od Chicaga)                                | London Knights (OHL)                  |
| 59.     | Brandon Halverson (B)     | USA       | New York Rangers                                            | Sault Ste. Marie Greyhounds (OHL)     |
| 60.     | Alex Lintuniemi (O)       | Finsko    | Los Angeles Kings (od Los Angeles přes Buffalo)             | IFK Helsinky (SM-liiga)               |

### 3. kolo
| Výběr # | Hráč                    | Národnost | Tým NHL                                                      | Z týmu                            |
| ------- | ----------------------- | --------- | ------------------------------------------------------------ | --------------------------------- |
| 61.     | Jonas Johansson (B)     | Švédsko   | Buffalo Sabres                                               | Brynäs IF U20 (J20 SuperElit)     |
| 62.     | Justin Kirkland (LK)    | Kanada    | Nashville Predators (od Floridy přes Chicaga a San Jose)     | Kelowna Rockets (WHL)             |
| 63.     | Dominic Turgeon (C)     | Kanada    | Detroit Red Wings (od Edmontonu přes Los Angeles a Columbus) | Portland Winterhawks (WHL)        |
| 64.     | Brandon Hickey (O)      | Kanada    | Calgary Flames                                               | Spruce Grove Saints (AJHL)        |
| 65.     | Juho Lammikko (PK)      | Finsko    | Florida Panthers (od New York Islanders)                     | Ässät Pori U20 (FIN U20)          |
| 66.     | Nikita Trijamkin (O)    | Rusko     | Vancouver Canucks                                            | Avtomobilist Jekatěrinburg (KHL)  |
| 67.     | Warren Foegele (LK)     | Kanada    | Carolina Hurricanes                                          | St. Andrew's Saints (OFSAA)       |
| 68.     | Rinat Valjev (O)        | Rusko     | Toronto Maple Leafs                                          | Kootenay Ice (WHL)                |
| 69.     | Jack Glover (O)         | USA       | Winnipeg Jets                                                | NTDP (USHL)                       |
| 70.     | Miles Gendron (O)       | USA       | Ottawa Senators                                              | Rivers School Red Wings (NEPSAC)  |
| 71.     | Connor Chatham (PK)     | Kanada    | New Jersey Devils                                            | Plymouth Whalers (OHL)            |
| 72.     | Alex Schoenborn (PK)    | USA       | San Jose Sharks (od Nashvillu)                               | Portland Winterhawks (WHL)        |
| 73.     | Brett Lernout (O)       | Kanada    | Montreal Canadiens (od Arizony)                              | Swift Current Broncos (WHL)       |
| 74.     | Brycen Martin (O)       | Kanada    | Buffalo Sabres (od Washingtonu)                              | Swift Current Broncos (WHL)       |
| 75.     | Alexander Peters (O)    | Kanada    | Dallas Stars                                                 | Plymouth Whalers (OHL)            |
| 76.     | Elvis Merzļikins (B)    | Lotyšsko  | Columbus Blue Jackets (od Detroitu)                          | Hockey Club Lugano (NLA)          |
| 77.     | Blake Siebenaler (O)    | USA       | Columbus Blue Jackets                                        | Niagara IceDogs (OHL)             |
| 78.     | Ilja Sorokin (B)        | Rusko     | New York Islanders (od Philadelphie)                         | Metallurg Novokuzněck (KHL)       |
| 79.     | Brayden Point (C)       | Kanada    | Tampa Bay Lightning (od Minnesoty)                           | Moose Jaw Warriors (WHL)          |
| 80.     | Louis Belpedio (O)      | USA       | Minnesota Wild (od Tampy Bay)                                | NTDP (USHL)                       |
| 81.     | Dylan Sadowy (LK)       | Kanada    | San Jose Sharks                                              | Saginaw Spirit (OHL)              |
| 82.     | Jake Walman (O)         | Kanada    | St. Louis Blues                                              | Toronto Jr. Canadiens (OJHL)      |
| 83.     | Matheson Iacopelli (PK) | USA       | Chicago Blackhawks (od Pittsburghu přes Calgary)             | Muskegon Lumberjacks (USHL)       |
| 84.     | Kyle Wood (O)           | Kanada    | Colorado Avalanche                                           | North Bay Battalion (OHL)         |
| 85.     | Keegan Iverson (C)      | USA       | New York Rangers (od Anaheimu přes Vancouver)                | Portland Winterhawks              |
| 86.     | Mark Friedman (O)       | Kanada    | Philadelphia Flyers (od Bostonu)                             | Waterloo Black Hawks (USHL)       |
| 87.     | Anton Karlsson (PK)     | Švédsko   | Arizona Coyotes (od Montrealu)                               | Frölunda HC U20 (J20 SuperElit)   |
| 88.     | Beau Starrett (LK)      | USA       | Chicago Blackhawks                                           | South Shore Kings (USPHL Premier) |
| 89.     | Nathan Walker (LK)      | Austrálie | Washington Capitals (od NY Rangers)                          | Hershey Bears (AHL)               |
| 90.     | Michael Amadio (C)      | Kanada    | Los Angeles Kings                                            | North Bay Battalion (OHL)         |

### 4. kolo
| Výběr # | Hráč                    | Národnost | Tým NHL                                                      | Z týmu                               |
| ------- | ----------------------- | --------- | ------------------------------------------------------------ | ------------------------------------ |
| 91.     | William Lagesson (O)    | Švédsko   | Edmonton Oilers (od Buffala přes Minnesota)                  | Frölunda Indians U20 (J20 SuperElit) |
| 92.     | Joe Wegwerth (PK)       | USA       | Florida Panthers                                             | NTDP (USHL)                          |
| 93.     | Nicholas Magyar (PK)    | USA       | Colorado Avalanche (od Edmontonu přes Toronto)               | Kitchener Rangers (OHL)              |
| 94.     | Ville Husso (B)         | Finsko    | St. Louis Blues (od Calgary přes Toronto)                    | HIFK (Liiga)                         |
| 95.     | Linus Söderström (B)    | Švédsko   | New York Islanders                                           | Djurgardens (J20 SuperElit)          |
| 96.     | Josh Wesley (O)         | USA       | Carolina Hurricanes (od Vancouveru)                          | Plymouth Whalers (OHL)               |
| 97.     | Lucas Wallmark (PK)     | Švédsko   | Carolina Hurricanes                                          | Lulea HF (SHL)                       |
| 98.     | Frederik Olofsson (LK)  | Švédsko   | Chicago Blackhawks (od Toronta)                              | Chicago Steel (USHL)                 |
| 99.     | Chase De Leo (C)        | USA       | Winnipeg Jets                                                | Portland Winterhawks (WHL)           |
| 100.    | Shane Eiserman (LK)     | USA       | Ottawa Senators                                              | Dubuque Fighting Saints (USHL)       |
| 101.    | Nelson Nogier (O)       | Kanada    | Winnipeg Jets (od New Jersey)                                | Saskatoon Blades (WHL)               |
| 102.    | Alexis Vanier (O)       | Kanada    | San Jose Sharks (od Nashvillu)                               | Baie-Comeau Drakkar (QMJHL)          |
| 103.    | John Piccinich (PK)     | USA       | Toronto Maple Leafs (od Arizony)                             | Youngstown Phantoms (USHL)           |
| 104.    | Ryan Mantha (PK)        | USA       | New York Rangers (od Washingtonu)                            | Sioux City Musketeers (USHL)         |
| 105.    | Michael Prapavessis (O) | Kanada    | Dallas Stars                                                 | Toronto Lakeshore Patriots (OJHL)    |
| 106.    | Christoffer Ehn (C)     | Švédsko   | Detroit Red Wings                                            | Frölunda HC U20 (J20 SuperElit)      |
| 107.    | Julien Pelletier (LK)   | Kanada    | Columbus Blue Jackets                                        | Cape Breton Screaming Eagles (QMJHL) |
| 108.    | Devon Toews (O)         | Kanada    | New York Islanders (od Philadelphie)                         | Quinnipiac Bobcats (NCAA D1)         |
| 109.    | Kaapo Kähkönen (B)      | Finsko    | Minnesota Wild                                               | Espoo Blues U20 (FIN U20)            |
| 110.    | Austin Poganski (PK)    | USA       | St. Louis Blues (od Tampy Bay)                               | Tri-City Storm (USHL)                |
| 111.    | Zachary Nagelvoort (B)  | USA       | Edmonton Oilers (od San Jose)                                | Michigan Wolverines (NCAA D1)        |
| 112.    | Viktor Arvidsson (LK)   | Švédsko   | Nashville Predators (od St. Louis)                           | Skelleftea AIK U20 (J20 SuperElit)   |
| 113.    | Sam Lafferty (PK)       | USA       | Pittsburgh Penguins                                          | Deerfield Big Green (NEPSAC)         |
| 114.    | Alexis Pepin (LK)       | Kanada    | Colorado Avalanche                                           | Gatineau Olympiques (QMJHL)          |
| 115.    | Brent Moran (B)         | Kanada    | Dallas Stars (od Anaheimu přes Washington a Anaheim)         | Niagara IceDogs (OHL)                |
| 116.    | Danton Heinen (C/LK)    | Kanada    | Boston Bruins                                                | Surrey Eagles (BCHL)                 |
| 117.    | Michael Bunting (LK)    | Kanada    | Arizona Coyotes (od Montrealu)                               | Sault Ste. Marie Greyhounds (OHL)    |
| 118.    | Igor Šesterkin (B)      | Rusko     | New York Rangers (od Chicaga přes NY Islanders a Washington) | JHC Spartak (MHL)                    |
| 119.    | Ben Thomas (O)          | Kanada    | Tampa Bay Lightning (od NY Rangers)17                        | Calgary Hitmen (WHL)                 |
| 120.    | Steven Johnson (O)      | USA       | Los Angeles Kings                                            | Omaha Lancers (USHL)                 |

### 5. kolo
| Výběr # | Hráč                    | Národnost | Tým NHL                                            | Z týmu                                  |
| ------- | ----------------------- | --------- | -------------------------------------------------- | --------------------------------------- |
| 121.    | Maxwell Willman (C)     | USA       | Buffalo Sabres                                     | Williston Northampton Wildcats (NEPSAC) |
| 122.    | Richard Nejezchleb (LK) | Česko     | New York Rangers (od Floridy)                      | Brandon Wheat Kings (WHL)               |
| 123.    | Matthew Berkovitz (O)   | USA       | Anaheim Ducks (od Edmontonu)                       | Ashwaubenon Jaguars (WIAA)              |
| 124.    | Jaedon Descheneau (PK)  | Kanada    | St. Louis Blues (od Calgary)                       | Kootenay Ice (WHL)                      |
| 125.    | Nikolas Koberstein (O)  | Kanada    | Montreal Canadiens (od NY Islanders)               | Olds Grizzlys (AJHL)                    |
| 126.    | Gustav Forsling (O)     | Švédsko   | Vancouver Canucks                                  | Linköpings HC (SHL)                     |
| 127.    | Clark Bishop (C)        | Kanada    | Carolina Hurricanes                                | Cape Breton Screaming Eagles (QMJHL)    |
| 128.    | Dakota Joshua (C)       | USA       | Toronto Maple Leafs                                | Sioux Falls Stampede (USHL)             |
| 129.    | Clinston Franklin (LK)  | USA       | Winnipeg Jets                                      | Sioux Falls Stampede (USHL)             |
| 130.    | Liam Coughlin (LK)      | USA       | Edmonton Oilers (od Ottawy)                        | Vernon Vipers (BCHL)                    |
| 131.    | Ryan Rehill (O)         | Kanada    | New Jersey Devils                                  | Kamloops Blazers (WHL)                  |
| 132.    | Joonas Lyytinen (O)     | Finsko    | Nashville Predators                                | KalPa (Liiga)                           |
| 133.    | Dysin Mayo (O)          | Kanada    | Arizona Coyotes                                    | Edmonton Oil Kings (WHL)                |
| 134.    | Shane Gersich (C/LW)    | USA       | Washington Capitals                                | NTDP (USHL)                             |
| 135.    | Miro Karjalainen (O)    | Finsko    | Dallas Stars                                       | Jokerit Helsinky (Liiga)                |
| 136.    | Chase Perry (B)         | USA       | Detroit Red Wings                                  | Wenatchee Wild (NAHL)                   |
| 137.    | Tyler Bird (PK)         | USA       | Columbus Blue Jackets (od Columbusu přes Edmonton) | Kimball Union Wildcats (NEPSAC)         |
| 138.    | Oskar Lindblom (LK)     | Švédsko   | Philadelphia Flyers                                | Brynäs IF U20 (J20 SuperElit)           |
| 139.    | Tanner Faith (O)        | Kanada    | Minnesota Wild                                     | Kootenay Ice (WHL)                      |
| 140.    | Daniel Walcott (O)      | Kanada    | New York Rangers (od Tampy Bay)                    | Blainville-Boisbriand Armada (QMJHL)    |
| 141.    | Luc Snuggerud (O)       | USA       | Chicago Blackhawks (od San Jose)                   | Eden Prairie Eagles (MSHSL)             |
| 142.    | Tyler Nanne (O)         | USA       | New York Rangers (od St. Louis přes Tampu Bay)     | Edina Hornets (MSHSL)                   |
| 143.    | Miguel Fidler (LK)      | USA       | Florida Panthers (od Pittsburghu)                  | Edina Hornets (MSHSL)                   |
| 144.    | Anton Lindholm (O)      | Švédsko   | Colorado Avalanche                                 | Skelleftea Jr. (SWE)                    |
| 145.    | Anthony Angello (C)     | USA       | Pittsburgh Penguins (od Anaheimu)                  | Omaha Lancers (USHL)                    |
| 146.    | Anders Bjork (C/LK)     | USA       | Boston Bruins                                      | USNTDP                                  |
| 147.    | Daniel Audette (C)      | Kanada    | Montreal Canadiens                                 | Sherbrooke Phoenix                      |
| 148.    | Andreas Soderberg (O)   | Švédsko   | Chicago Blackhawks                                 | Skelleftea Jr. (SWE)                    |
| 149.    | Rourke Chartier (C)     | Kanada    | San Jose Sharks (od NY Rangers)                    | Kelowna Rockets (WHL)                   |
| 150.    | Alec Dillon (B)         | Kanada    | Los Angeles Kings                                  | Victoria Grizzlies (BCHL)               |

### 6. kolo
| Výběr # | Hráč                      | Národnost | Tým NHL                                          | Z týmu                       |
| ------- | ------------------------- | --------- | ------------------------------------------------ | ---------------------------- |
| 151.    | Christopher Brown (C)     | USA       | Buffalo Sabres                                   | Cranbrook Kingswood          |
| 152.    | Joey Dudek (C)            | USA       | New Jersey Devils (od Floridy)                   | Kimball Union                |
| 153.    | Tyler Vesel (C)           | USA       | Edmonton Oilers                                  | Omaha Lancers (USHL)         |
| 154.    | Aaron Haydon (O)          | USA       | Dallas Stars (od Calgary)                        | Niagara IceDogs (OHL)        |
| 155.    | Kyle Schepp (C)           | USA       | New York Islanders                               | Ferris State (WCHA)          |
| 156.    | Kyle Pettit (C)           | Kanada    | Vancouver Canucks                                | Erie Otters (OHL)            |
| 157.    | Jake Marchment (C)        | Kanada    | Los Angeles Kings (od Caroliny)                  | Belleville Bulls (OHL)       |
| 158.    | Nolan Vesey (LK)          | USA       | Toronto Maple Leafs                              | South Shore                  |
| 159.    | Steven Spinner (PK)       | USA       | Washington Capitals (od Winnipegu)               | Eden Prairie High School     |
| 160.    | Pontus Sjalin (O)         | Švédsko   | Minnesota Wild (od Ottawy)                       | Östersund                    |
| 161.    | Brandon Baddock (LK)      | Kanada    | New Jersey Devils                                | Edmonton Oil Kings (WHL)     |
| 162.    | Aaron Irving (O)          | Kanada    | Nashville Predators                              | Edmonton Oil Kings (WHL)     |
| 163.    | David Westlund (O)        | Švédsko   | Arizona Coyotes                                  | Brynäs Jr                    |
| 164.    | Pavel Kraskovskij (C)     | Rusko     | Winnipeg Jets (od Washingtonu)                   | Jaroslavl 2                  |
| 165.    | John Nyberg (LK)          | Švédsko   | Dallas Stars                                     | Frölunda Jr.                 |
| 166.    | Julius Vähätalo (LK)      | Finsko    | Detroit Red Wings                                | TPS Turku (SM-liiga)         |
| 167.    | Chase Lang (C)            | Kanada    | Minnesota Wild (od Columbusu přes NY Rangers)    | Calgary Hitmen (WHL)         |
| 168.    | Radel Fazleev (C)         | Rusko     | Philadelphia Flyers                              | Calgary Hitmen (WHL)         |
| 169.    | Reid Duke (C)             | Kanada    | Minnesota Wild                                   | Lethbridge Hurricanes (WHL)  |
| 170.    | Cristiano Digiacinto (LK) | Kanada    | Tampa Bay Lightning                              | Windsor Spitfires (OHL)      |
| 171.    | Kevin Labanc (PK)         | USA       | San Jose Sharks                                  | Barrie Colts (OHL)           |
| 172.    | Chandler Yakimowicz (PK)  | USA       | St. Louis Blues                                  | London Knights (OHL)         |
| 173.    | Jaden Lindo (PK)          | Kanada    | Pittsburgh Penguins                              | Owen Sound Attack (OHL)      |
| 174.    | Maximilian Pajpach (B)    | Slovensko | Colorado Avalanche                               | Slovensko U18                |
| 175.    | Adam Ollas Mattsson (O)   | Švédsko   | Calgary Flames (od Anaheimu)                     | Djurgården JR                |
| 176.    | Samuel Blais (LK)         | Kanada    | St. Louis Blues (od Bostonu)                     | Victoriaville Tigres (QMJHL) |
| 177.    | Hayden Hawkey (B)         | USA       | Montreal Canadiens                               | Omaha Lancers (USHL)         |
| 178.    | Dylan Sikura (C)          | Kanada    | Chicago Blackhawks                               | Aurora Tigers (OJHL)         |
| 179.    | Ivan Nalimov (B)          | Rusko     | Chicago Blackhawks (od NY Rangers přes San Jose) | SKA Petrohrad 2              |
| 180.    | Matthew Mistele (LK)      | Kanada    | Los Angeles Kings                                | Plymouth Whalers (OHL)       |

### 7. kolo
| Výběr # | Hráč                  | Národnost | Tým NHL                                      | Z týmu                               |
| ------- | --------------------- | --------- | -------------------------------------------- | ------------------------------------ |
| 181.    | Victor Olofsson (PK)  | Švédsko   | Buffalo Sabres                               | MODO Jr.                             |
| 182.    | Hugo Fagerblom (B)    | Švédsko   | Florida Panthers (od Floridy přes Montreal)  | Frölunda U18                         |
| 183.    | Kevin Bouchard (B)    | Kanada    | Edmonton Oilers                              | Val-d'Or Foreuers (QMJHL             |
| 184.    | Austin Carroll (PK)   | Kanada    | Calgary Flames                               | Victoria Royals (WHL)                |
| 185.    | Cameron Darcy (C)     | USA       | Tampa Bay Lightning (od NY Islanders)        | Cape Breton Screaming Eagles (QMJHL) |
| 186.    | MacKenze Stewart (O)  | Kanada    | Vancouver Canucks                            | Prince Albert Raiders (WHL)          |
| 187.    | Kyle Jenkins (O)      | Kanada    | Carolina Hurricanes                          | Sault Ste. Marie                     |
| 188.    | Pierre Engvall (LK)   | Švédsko   | Toronto Maple Leafs                          | Frölunda Jr                          |
| 189.    | Kelly Summers (O)     | Kanada    | Ottawa Senators (od Winnipegu)               | Carleton Place (CCHL)                |
| 190.    | Francis Perron (LK)   | Kanada    | Ottawa Senators                              | Rouyn-Naranda (QMJHL)                |
| 191.    | Jared Fiegl (LK)      | USA       | Arizona Coyotes (od New Jersey)              | NTDP (USHL)                          |
| 192.    | Matt Ustaski (C/LK)   | USA       | Winnipeg Jets (od Nashvillu přes Washington) | Langley (BCHL)                       |
| 193.    | Edgars Kulda (LK)     | Lotyšsko  | Arizona Coyotes                              | Edmonton Oil Kings (WHL)             |
| 194.    | Kevin Elgestal (PK)   | Švédsko   | Washington Capitals                          | Frölunda Jr. (SWE)                   |
| 195.    | Patrick Sanvido (O)   | Kanada    | Dallas Stars                                 | Windsor Spitfires (OHL)              |
| 196.    | Axel Holmström (C)    | Švédsko   | Detroit Red Wings                            | Skellefteå AIK (SHL)                 |
| 197.    | Olivier Leblanc (O)   | Kanada    | Columbus Blue Jackets                        | Saint John Sea Dogs (QMJHL)          |
| 198.    | Jesper Pettersson (O) | Švédsko   | Philadelphia Flyers                          | Linköping (SWE)                      |
| 199.    | Pavel Jenyš (C)       | Česko     | Minnesota Wild                               | HC Kometa Brno (ELH)                 |
| 200.    | Lukas Sutter (C)      | USA       | New York Islanders (od Tampy Bay)            | Red Deer Rebels (WHL)                |
| 201.    | Alexandr Kadějkin (C) | Rusko     | Detroit Red Wings (od San Jose)              | Atlant Mytišči (KHL)                 |
| 202.    | Dwyer Tschantz (PK)   | USA       | St. Louis Blues                              | Indiana Ice (USHL)                   |
| 203.    | Jeff Taylor (O)       | USA       | Pittsburgh Penguins                          | Union College (ECAC)                 |
| 204.    | Julien Nantel (C/LK)  | Kanada    | Colorado Avalanche                           | Rouyn-Noranda (QMJHL)                |
| 205.    | Ondřej Kaše (PK)      | Česko     | Anaheim Ducks (od Anaheimu přes Toronto)     | Piráti Chomutov (ELH)                |
| 206.    | Emil Johansson (O)    | Švédsko   | Boston Bruins                                | HV 71 Jr. (SWE)                      |
| 207.    | Jake Evans (C/PK)     | Kanada    | Montreal Canadiens                           | St. Michaels (OJHL)                  |
| 208.    | Jack Ramsey (PK)      | USA       | Chicago Blackhawks                           | Penticton (BCHL                      |
| 209.    | Spencer Watson (PK)   | Kanada    | Los Angeles Kings (od NY Rangers)            | Kingston Frontenacs (OHL             |
| 210.    | Jacob Middleton (O)   | Kanada    | Los Angeles Kings                            | Ottawa 67's (OHL)                    |

## Draftovaní podle národnosti
| Pořadí | Země            | Počet | Podíl v % |
|        | Severní Amerika | 144   | 68.6%     |
| ------ | --------------- | ----- | --------- |
| 1.     | Kanada          | 79    | 37,6%     |
| 2.     | USA             | 65    | 31%       |
|        | Evropa          | 66    | 31.4%     |
| 3.     | Švédsko         | 28    | 13,3%     |
| 4.     | Rusko           | 13    | 6,2%      |
| 5.     | Finsko          | 9     | 4,3%      |
| 6.     | Česko           | 8     | 3,8%      |
| 7.     | Lotyšsko        | 2     | 0,9%      |
|        | Švýcarsko       | 2     | 0,9%      |
| 9.     | Austrálie       | 1     | 0,5%      |
|        | Dánsko          | 1     | 0,5%      |
|        | Německo         | 1     | 0,5%      |
|        | Slovensko       | 1     | 0,5%      |